# Bahnstrecke Kaštice–Kadaň-Prunéřov
| Kursbuchstrecke (SŽ): | 143                                           |                                                 |                                                 |
| Streckenlänge: | 32,870 km                                     |                                                 |                                                 |
| Spurweite: | 1435 mm (Normalspur)                          |                                                 |                                                 |
| Streckenklasse: | A1 / C3                                       |                                                 |                                                 |
| Stromsystem: | Kadaň předměstí–Kadaň-Prunéřov: 25 kV 50 Hz ~ |                                                 |                                                 |
| Streckengeschwindigkeit: | 75 km/h                                       |                                                 |                                                 |
| |                                               |                                                 |                                                 |
| \| \| \| von (Duchcov–) Obrnice (vorm. EPPK) \| \| \| \| 0,000 \| nach Plzeň (vorm. EPPK) \| nach Plzeň (vorm. EPPK) \| \| \| \| Kaschitz Lokalbahnhof \| \| \| \| 2,260 \| Vysoké Třebušice früher Hohentrebetitsch \| Vysoké Třebušice früher Hohentrebetitsch \| \| \| 4,033 \| Krásný Dvůr früher Schönhof \| Krásný Dvůr früher Schönhof \| \| \| \| Schleppbahn Zuckerfabrik Schönhof \| \| \| \| 6,302 \| Chotěbudice früher Kettowitz \| Chotěbudice früher Kettowitz \| \| \| 8,528 \| Vitčice früher Großwitschitz \| Vitčice früher Großwitschitz \| \| \| \| ursprüngliche Trasse nach Radonice (vorm. ÖLEG) \| \| \| \| \| von Doupov (vorm. Kaadner Lokalbahnen) \| \| \| \| 11,988 \| Vilémov u Kadaně früher Willomitz \| Vilémov u Kadaně früher Willomitz \| \| \| \| Liboc \| \| \| \| 13,691 \| Pětipsy früher Fünfhunden \| Pětipsy früher Fünfhunden \| \| \| 18,396 \| Poláky früher Polen \| Poláky früher Polen \| \| \| \| vlečka přep. stanice Hradec \| \| \| \| 22,946 \| Hradec u Kadaně früher Burgstadtl \| Hradec u Kadaně früher Burgstadtl \| \| \| 24,848 \| Želina früher Seelau \| Želina früher Seelau \| \| \| \| Ohře \| \| \| \| 26,605 \| Kadaň předměstí früher Kaaden Kaolinwerk \| Kadaň předměstí früher Kaaden Kaolinwerk \| \| \| 27,237 \| Kadaň früher Kaaden \| Kadaň früher Kaaden \| \| \| 28,988 \| Kadaň-Bystřice (seit 15. Dezember 2019) \| Kadaň-Bystřice (seit 15. Dezember 2019) \| \| \| \| von Cheb \| \| \| \| 32,870 \| Kadaň-Prunéřov früher Kaaden-Brunnersdorf \| Kadaň-Prunéřov früher Kaaden-Brunnersdorf \| \| \| \| nach Březno u Chomutova (vorm. BEB) \| \| \| \| \| nach Chomutov (vorm. BEB) \| \| \| \| \| \| \| \| Neutrassierung 1978 \| \| \| \| |                                               |                                                 |                                                 |
| Strecke |                                               | von (Duchcov–) Obrnice (vorm. EPPK)             | von (Duchcov–) Obrnice (vorm. EPPK)             |
| Abzweig geradeaus und nach links | 0,000                                         | nach Plzeň (vorm. EPPK)                         | nach Plzeň (vorm. EPPK)                         |
| ehemaliger Bahnhof |                                               | Kaschitz Lokalbahnhof                           | Kaschitz Lokalbahnhof                           |
| Haltepunkt / Haltestelle | 2,260                                         | Vysoké Třebušice früher Hohentrebetitsch        | Vysoké Třebušice früher Hohentrebetitsch        |
| Bahnhof | 4,033                                         | Krásný Dvůr früher Schönhof                     | Krásný Dvůr früher Schönhof                     |
| Abzweig geradeaus und nach links |                                               | Schleppbahn Zuckerfabrik Schönhof               | Schleppbahn Zuckerfabrik Schönhof               |
| Haltepunkt / Haltestelle | 6,302                                         | Chotěbudice früher Kettowitz                    | Chotěbudice früher Kettowitz                    |
| Haltepunkt / Haltestelle | 8,528                                         | Vitčice früher Großwitschitz                    | Vitčice früher Großwitschitz                    |
| Abzweig geradeaus und ehemals nach links |                                               | ursprüngliche Trasse nach Radonice (vorm. ÖLEG) | ursprüngliche Trasse nach Radonice (vorm. ÖLEG) |
| Abzweig geradeaus und von links |                                               | von Doupov (vorm. Kaadner Lokalbahnen)          | von Doupov (vorm. Kaadner Lokalbahnen)          |
| Bahnhof | 11,988                                        | Vilémov u Kadaně früher Willomitz               | Vilémov u Kadaně früher Willomitz               |
| Brücke über Wasserlauf |                                               | Liboc                                           | Liboc                                           |
| Haltepunkt / Haltestelle | 13,691                                        | Pětipsy früher Fünfhunden                       | Pětipsy früher Fünfhunden                       |
| Bahnhof | 18,396                                        | Poláky früher Polen                             | Poláky früher Polen                             |
| Abzweig geradeaus und nach links |                                               | vlečka přep. stanice Hradec                     | vlečka přep. stanice Hradec                     |
| Haltepunkt / Haltestelle | 22,946                                        | Hradec u Kadaně früher Burgstadtl               | Hradec u Kadaně früher Burgstadtl               |
| Bahnhof | 24,848                                        | Želina früher Seelau                            | Želina früher Seelau                            |
| Brücke über Wasserlauf |                                               | Ohře                                            | Ohře                                            |
| Haltepunkt / Haltestelle | 26,605                                        | Kadaň předměstí früher Kaaden Kaolinwerk        | Kadaň předměstí früher Kaaden Kaolinwerk        |
| Bahnhof | 27,237                                        | Kadaň früher Kaaden                             | Kadaň früher Kaaden                             |
| Haltepunkt / Haltestelle | 28,988                                        | Kadaň-Bystřice (seit 15. Dezember 2019)         | Kadaň-Bystřice (seit 15. Dezember 2019)         |
| Abzweig geradeaus und von links |                                               | von Cheb                                        | von Cheb                                        |
| Bahnhof | 32,870                                        | Kadaň-Prunéřov früher Kaaden-Brunnersdorf       | Kadaň-Prunéřov früher Kaaden-Brunnersdorf       |
| Abzweig geradeaus und ehemals nach rechts |                                               | nach Březno u Chomutova (vorm. BEB)             | nach Březno u Chomutova (vorm. BEB)             |
| Strecke |                                               | nach Chomutov (vorm. BEB)                       | nach Chomutov (vorm. BEB)                       |
| |                                               |                                                 |                                                 |
| Neutrassierung 1978 |                                               |                                                 |                                                 |

Die Bahnstrecke Kaštice–Kadaň-Prunéřov ist eine regionale Eisenbahnverbindung in Tschechien, deren drei Teilstrecken ursprünglich von der Eisenbahn Pilsen–Priesen(–Komotau) (EPPK), der Österreichischen Lokaleisenbahngesellschaft (ÖLEG) und den Kaadner Lokalbahnen erbaut wurden. Sie verläuft am Fuße des Duppauer Gebirges von Kaštice (Kaschitz) über Krásný Dvůr (Schönhof) und Vilémov (Willomitz) nach Kadaň-Prunéřov (Kaaden-Brunnersdorf).
Nach einem Erlass der tschechischen Regierung ist die Strecke seit dem 20. Dezember 1995 als regionale Bahn („regionální dráha“) klassifiziert.

## Geschichte
Ihren Ursprung hat die heutige Strecke Kaštice–Kadaň-Prunéřov in der Lokalbahn Kaschitz–Schönhof, für die am 28. August 1880 die Konzession erteilt wurde. Die Strecke wurde am 18. August 1881 durch die EPPK eröffnet, die auch den Betrieb führte. Die Lokalbahn Kaschitz–Schönhof erschloss ein landwirtschaftlich genutztes Gebiet, das vor allem durch den Zuckerrübenanbau dominiert wurde. In Schönhof führte eine 400 Meter lange Schleppbahn zur Zuckerfabrik des Grafen Czernin.
Die ÖLEG erhielt am 28. Februar 1882 die Konzession für die Erweiterung der Strecke bis Radonitz. Am 1. Januar 1884 wurde die Lokalbahn Schönhof–Radonitz eröffnet. Am 1. Juli 1884 ging auch die Lokalbahn Kaschitz–Schönhof in Eigentum und Betrieb der ÖLEG über, sodass beide Strecken als Einheit betrieben werden konnten.
Im Jahr 1886 ging die Betriebsführung von der ÖLEG an die k.k. Staatsbahnen (kkStB) über. Am 1. Januar 1894 wurde die ÖLEG verstaatlicht. Damit gehörte auch die Infrastruktur zum Netz der kkStB.
Am 22. Dezember 1900 erhielten die Kaadner Lokalbahnen die Konzession für die Strecken Willomitz–Kaaden-Brunnersdorf und Radonitz–Duppau. Die Kaadner Lokalbahnen errichteten in Willomitz einen neuen Bahnhof, der als Abzweigstation zwischen der nunmehr durchgehenden Verbindung Kaschitz–Kaaden-Brunnersdorf und der Strecke nach Duppau dienen sollte. Eröffnet wurden die Strecken am 10. November 1902 (Radonitz–Duppau) und am 1. August 1903 (Willomitz–Kaaden-Brunnersdorf). Die Betriebsführung auf der Gesamtstrecke übernahmen die k.k. Staatsbahnen (kkStB).
Nach dem Ersten Weltkrieg ging die Strecke an die neu gegründeten Tschechoslowakischen Staatsbahnen (ČSD) über. Deren erster Fahrplan verzeichnete auf der Gesamtstrecke nur zwei Zugpaare, wobei die Fahrten stets in Kaaden und Willomitz gebrochen waren. Weitere Fahrtmöglichkeiten bestanden zwischen Kaaden und Kaaden-Brunnersdorf.
Am 1. Januar 1925 wurden die Kaadner Lokalbahnen verstaatlicht.
Nach der Angliederung des Sudetenlandes an Deutschland am 1. Oktober 1938 kam die Strecke in Verwaltung der Deutschen Reichsbahn, Reichsbahndirektion Dresden. Im Reichskursbuch war die Verbindung als Kursbuchstrecke 167h Kaaden-Brunnersdorf–Kaschitz  enthalten. Nach dem Ende des Zweiten Weltkriegs am 8. Mai 1945 kam die Strecke wieder zu den ČSD.
In den 1970er Jahren musste die Strecke zwischen Kadaň předměstí und Kadaň-Prunéřov neu trassiert werden. Grund dafür war die massive Ausweitung der Braunkohleförderung im Gebiet östlich von Kadaň, der auch die Strecken Březno u Chomutova–Kadaň-Prunéřov und Chomutov–Kadaň-Prunéřov (Hauptverbindung Chomutov–Cheb) zum Opfer fielen. Die Strecke zwischen Kadaň předměstí und Kadaň-Prunéřov wurde am 15. Oktober 1974 aufgegeben und kurz darauf abgebrochen.
Für die Strecke Chomutov–Cheb wurde schließlich eine unmittelbar am Erzgebirgsabhang auf Kohle-freiem Gebiet verlaufende Tasse errichtet. An dieser entstand auch ein neuer Bahnhof „Kadaň“ (seit 2009 wieder: Kadaň-Prunéřov), in den die Strecke von Kaštice eingebunden wurde. Die Neubautrasse Kadaň předměstí–Kadaň-Prunéřov wurde am 27. September 1978 eröffnet.
Im Fahrplan 1988/89 gab es nur vier Zugpaare über die Gesamtstrecke, die für die 33 Kilometer deutlich mehr als eine Stunde benötigten. Weitere Züge gab es in den Relationen Radonice–Kadaň, Krásný Dvůr–Kadaň und Kadaň město–Kadaň.

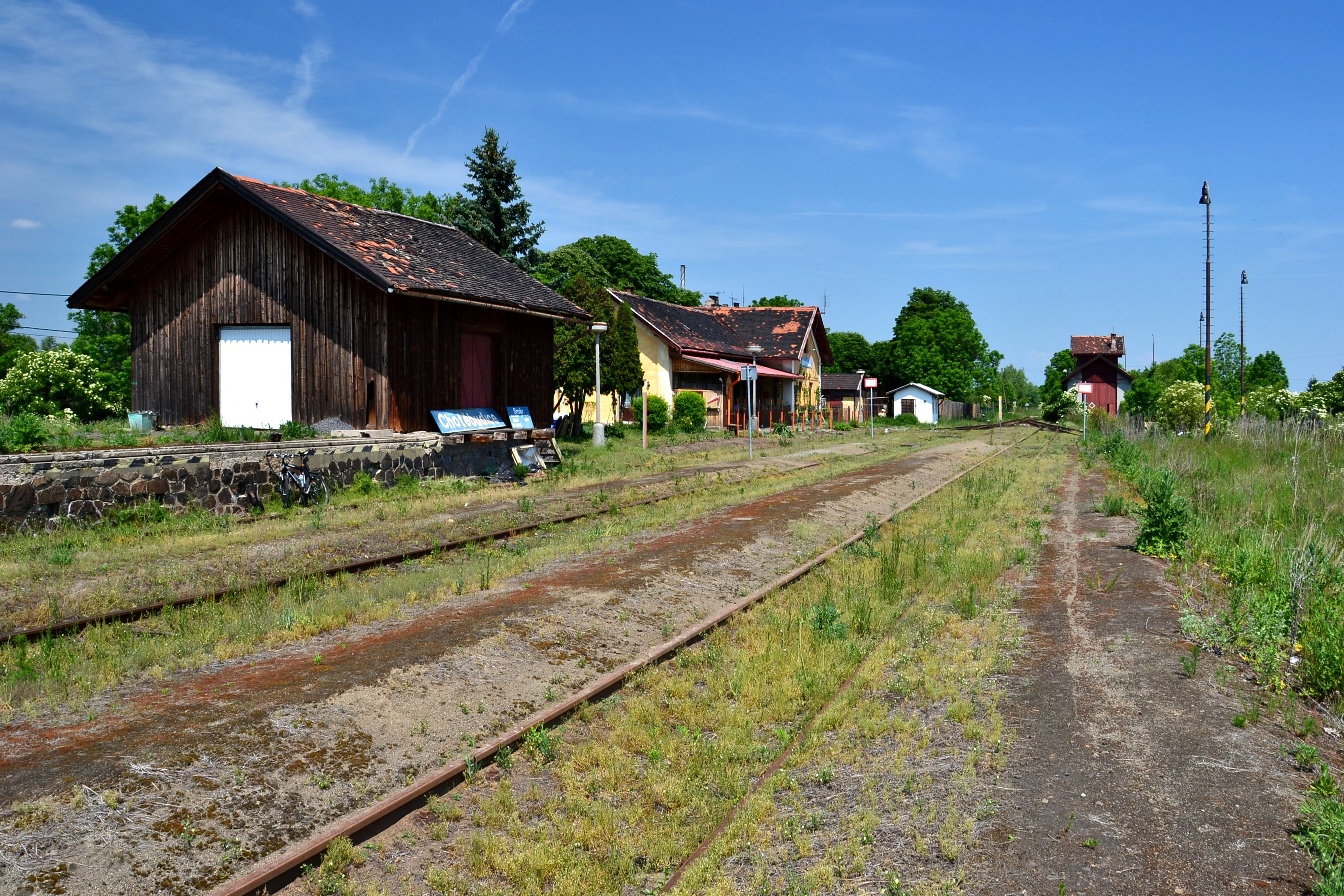
Bahnhof Vilémov u Kadaně (2011)

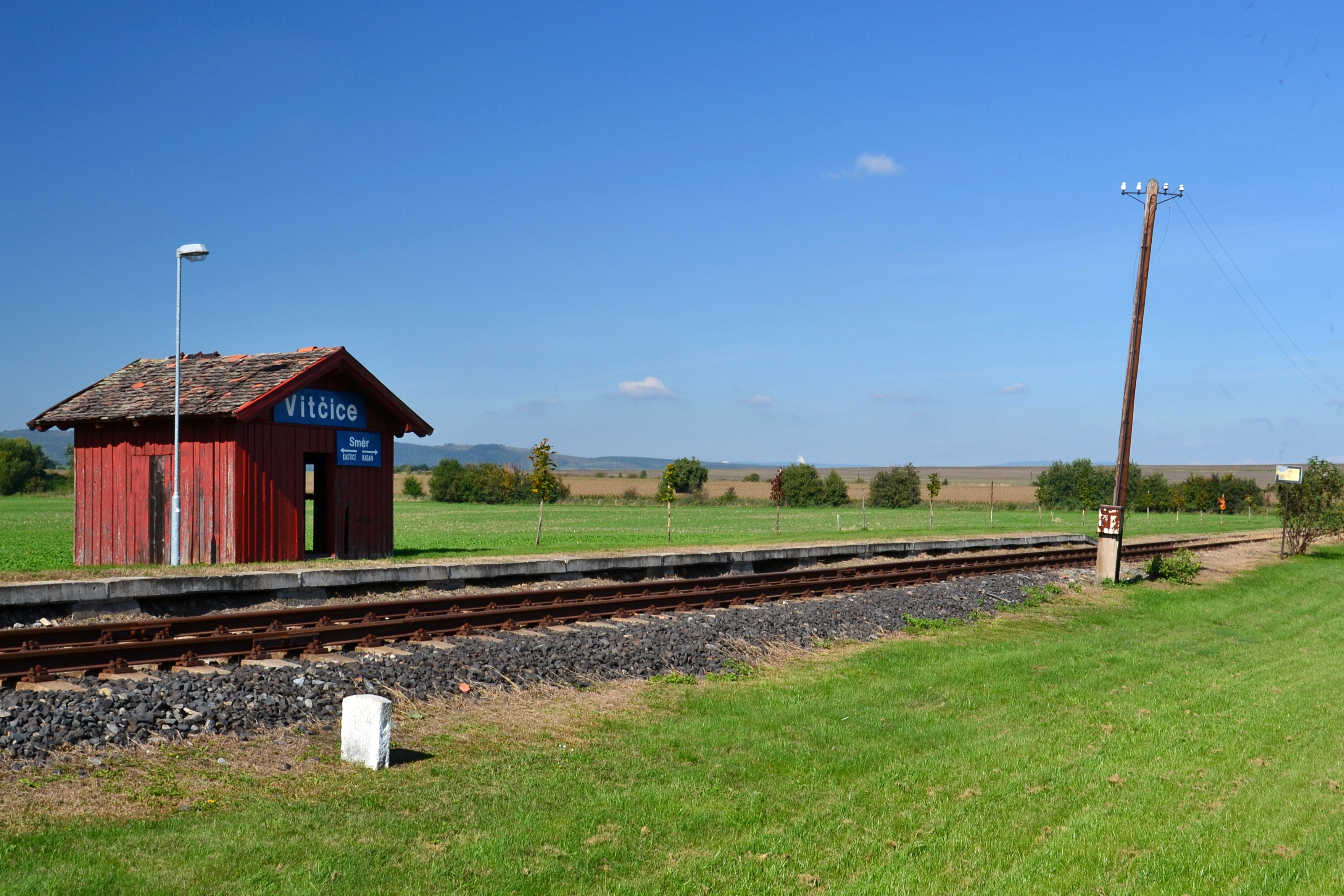
Haltestelle Vitčice (2012)

Am 1. Januar 1993 ging die Strecke im Zuge der Auflösung der Tschechoslowakei an die neu gegründeten České dráhy (ČD) über. Seit 2003 gehört sie zum Netz des staatlichen Infrastrukturbetreibers Správa železniční dopravní cesty (SŽDC).
Zum Fahrplanwechsel am 10. Dezember 2006 wurde der Reiseverkehr zwischen Kaštice und Kadaň předměstí eingestellt. Dort gibt es heute nur noch touristischen Verkehr an den Wochenenden des Sommerhalbjahres, der unter dem Namen „Doupovská dráha“ (Duppauer Bahn) vermarktet wird. Verantwortliches Eisenbahnverkehrsunternehmen für diese Fahrten war zunächst die Gesellschaft Jindřichohradecké místní dráhy (JHMD) und heute Railway Capital. Die Züge sind seit 2016 als touristische Linie T6 in den Regiotakt Ústecký kraj integriert.
Regelmäßigen Verkehr gibt es nach wie vor zwischen Kadaň předměstí und Kadaň-Prunéřov. Im Fahrplan 2011 verkehrten dort Reisezüge in einem angenäherten Stundentakt, wobei ein Teil der Züge als Linie U16 bis Jirkov durchgebunden wurden.

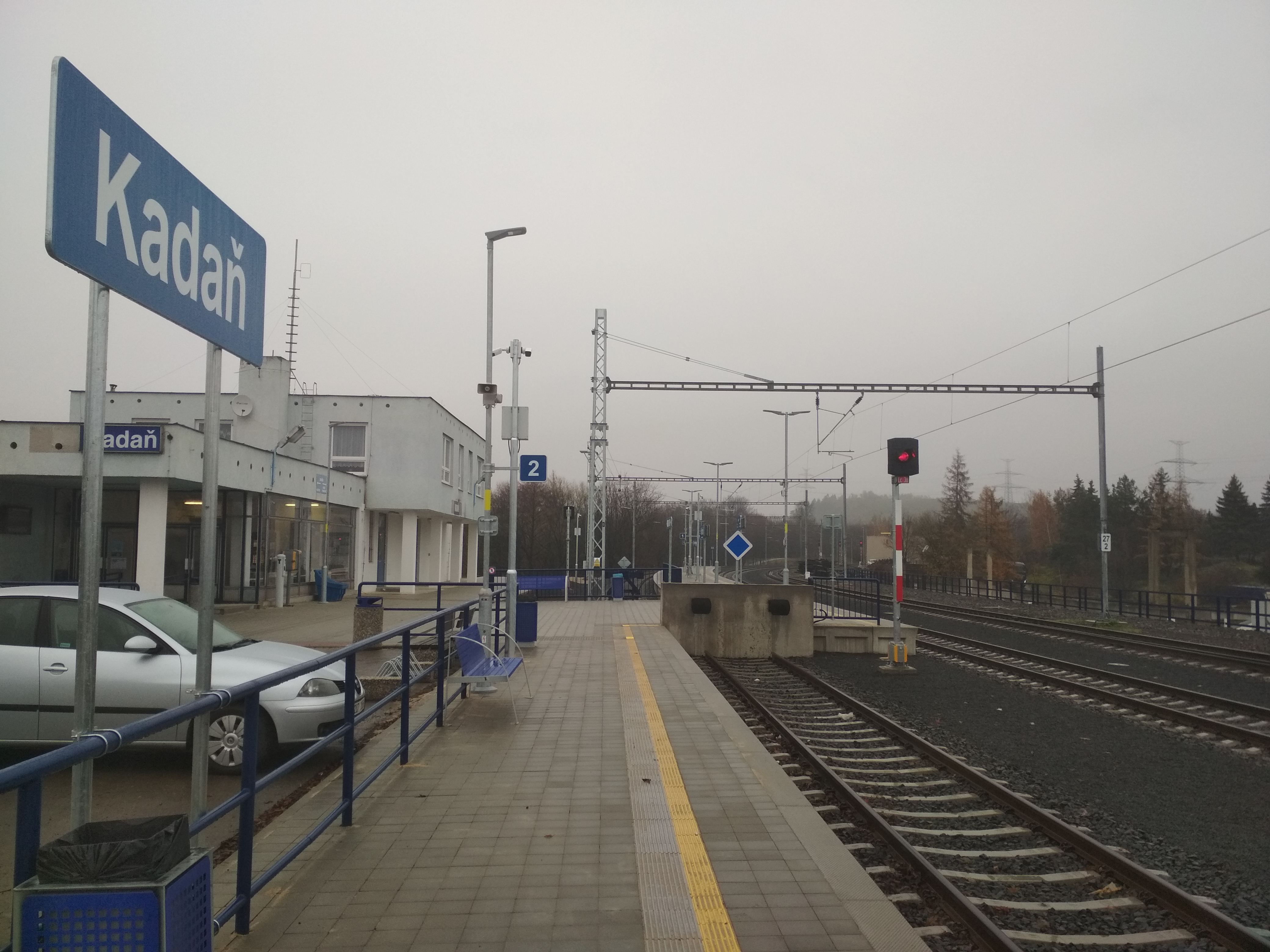
Ende 2020 sind die Umbauarbeiten im Bahnhof Kadaň abgeschlossen. Lediglich die für den Reiseverkehr in Richtung Kadaň-Prunéřov benötigten Gleise wurden mit Fahrleitungen überspannt. (November 2020)

Im Juli 2018 schrieb SŽDC die Elektrifizierung des Abschnittes Kadaň-Prunéřov–Kadaň öffentlich aus. Die Angebotsfrist endete am 8. August 2018, eine Fertigstellung des Projektes ist innerhalb von 26 Monaten nach Auftragserteilung vorgesehen. Neben der Elektrifizierung ist auch eine Erneuerung der Gleisanlagen und der Sicherungstechnik sowie der Neubau einer Haltestelle Kadaň sídliště im Osten der Stadt Kadaň geplant. Nach Fertigstellung werden die Reisezüge der Linie U1 von Děčín bis Kadaň durchgebunden. Den Auftrag zur Modernisierung erhielt im November 2018 die Firma Skanska, die mit 335 Millionen Kronen das günstigste Angebot erstellt hatte. Die Bauarbeiten sollen bis Januar 2021 abgeschlossen sein.
Für die mittlerweile geplante Erweiterung der Oberleitung um weitere 600 Meter bis zur Haltestelle Kadaň předměstí hat die Infrastrukturverwaltung bislang noch kein Bauunternehmen gefunden. Gerechnet wird dort mit Kosten von 72 Millionen Kronen, die auch die Modernisierung der Haltestelle Kadaň předměstí beinhalten. Warum der Abschnitt nicht Teil der ersten Ausschreibung war, ist für die Öffentlichkeit nicht nachvollziehbar.
Im Juli 2021 gab die Infrastrukturverwaltung bekannt, dass die Firma Elektrizace železnic (EŽ) auch die restlichen 600 Meter bis Kadaň předměstí mit Oberleitung überspannen wird. Die Arbeiten wurden Ende 2022 abgeschlossen. Seit dem Fahrplanwechsel am 11. Dezember 2022 wird die Linie U1 von Děčín hl.n. bis Kadaň předměstí durchgebunden.